# Fred Goddard
Fred Goddard (ur. 1941 w Rodezji, zm. 2007 w Stanach Zjednoczonych) – południowoafrykański kierowca wyścigowy.

## Życiorys
Goddard urodził się w 1941 roku w Rodezji. Pod koniec lat 60. zbudował własny samochód w specyfikacji Formuły 1 – FMG 1 – którym uczestniczył szczególnie w Południowoafrykańskiej Formule 1. Był to pojazd napędzany silnikiem Forda o pojemności 1,6 litra. Pojazd ten uczestniczył w Południowoafrykańskiej Formule 1 w latach 1968–1969, a najlepszym jego miejscem było szóste miejsce w zawodach Natal Winter Trophy w 1969 roku. W 1969 roku uczestniczył jeszcze Elvą w zawodach 3h Bulawayo, ścigając się wspólnie z Johnem Ammem; załoga zajęła wówczas ósme miejsce. Dwa lata później Goddard i Amm ponowili udział w tym wyścigu, uczestnicząc samochodem FMG i zajmując 14 pozycję. W 1976 roku wziął udział Palliserem WDB4 w dwóch rundach mistrzostw South African Philips Car Sound Atlantic Championship.
W 1989 roku Goddard przeprowadził się do Wielkiej Brytanii, gdzie prowadził zespół Bowmana w klasie B Brytyjskiej Formuły 3. W 1990 roku założył własny zespół pod nazwą Fred Goddard Racing, w barwach którego Pekka Herva zdobył tytuł w klasie B Brytyjskiej Formuły 3 w 1991 roku. Był także właścicielem warsztatu wyścigowego w Silverstone. W późniejszym okresie jego zespół uczestniczył w serii EuroBOSS. W 2003 roku wziął udział w wyścigu 2h 30 min Donington wraz ze Steve'em Arnoldem. Załoga rywalizowała Reynardem 01Q i nie ukończyła wyścigu. Zmarł w wypadku samochodowym w Stanach Zjednoczonych w połowie 2007 roku.